# Monika Zahálková
Monika Zahálková je bývalá výkonná ředitelka České bankovní asociace (ČBA), od roku 2021 členka správní rady Garančního systému finančního trhu a od roku 2023 členka správní rady Poradny při finanční tísni. Dříve působila jako výkonná ředitelka a členka Řídícího výboru Czech Institute of Directors, později reprezentovala CG Institut v pozici jednatelky. V letech 2018 a 2019 byla členkou představenstva mediálního domu Economia. Vystudovala Vysokou školu ekonomickou v Praze. Dlouhodobě se angažuje v nastavení principů efektivní a transparentní správy a řízení společností (corporate governance), podpoře finanční gramotnosti a boji proti kybernetickým zločinům.

## Působení v České bankovní asociaci (ČBA)
Monika Zahálková byla v letech 2020 až 2023 výkonnou ředitelkou České bankovní asociace, dobrovolným sdružením bank a stavebních spořitelen. Během tohoto tříletého funkčního období se snažila být prostředníkem v navazování diskusí mezi bankami, veřejnou sférou, byznysem a občany. Příkladem může být společný postup bank během koronavirové pandemie v roce 2020 a následná podpora firem i občanů, zakládání bankovních účtů uprchlíkům před válkou na Ukrajině v roce 2022 anebo uklidňování veřejnosti a trhu při pádu ruské banky Sberbank CZ v roce 2022. Během jejího angažmá v ČBA se jí podařilo rozvíjet také vzdělávací aktivity, a to v rámci vzdělávací platformy ČBA EDUCA, kdy nastartovala manažerské vzdělávací programy a odborné semináře, ale i v rámci podpory finančního vzdělávání dětí či seniorů. Zaměřovala se i na boj proti kyberšmejdům.